# 黄芩苷
黄芩苷（英語：Baicalin）是一种黄酮类化合物，是黄芩素（Baicalein）与葡萄糖醛酸形成的糖苷，提取自黄芩（Scutellaria baicalensis）、盔状黄芩（Scutellaria galericulata）等植物。

## 药用价值
黄芩苷存在于草药双黄连及小柴胡汤中。
黄芩苷及其糖苷配基黄芩素都是苯二氮䓬受体的正别构调节剂。小鼠实验表明黄芩苷是抗焦虑药，但不是镇静剂或肌肉松弛剂。黄芩和盔状黄芩的抗焦虑作用可能源自黄芩苷及其它黄酮类化合物。
黄芩苷是脯氨酰寡肽酶抑制剂。它会促使胰脏癌细胞凋亡。